# Efemeroptere
Rusaliile (sau efemeropterele, efemere, efemeride) sunt insecte zburătoare grupate în ordinul Ephemeroptera. Până în 2008, au fost descrise 3046 de specii la nivel mondial . Efemeropterele din România au fost studiate de Constantin Bogoescu.

## Etimologie
În limba română aceste insecte se numesc rusalii deoarece apar în același timp cu sărbătoarea Rusalii. Numele latin derivă de la două cuvinte grecești: ephemeros adică de „scurtă durată” și pteron - „aripi”. Adulții au o viață foarte scurtă, de la câteva ore până la 2 – 3 zile.

## Morfologie externă
Larvele, numite nimfe, locuiesc în apă, având șapte perechi de branhii lamelare traheene, specializate în respirație. Branhiile sunt localizate pe partea dorsală a abdomenului. Larvele sunt insecte carnivore cu un aparat bucal dezvoltat, de tip mastecator. Mandibulele sunt chitinizate, cu câțiva dinți. Abdomenul se termină cu doi sau trei cerci codali. Picioarele sunt înzestrate cu gheare puternice.
Adulții au corpul divizat în trei părți distincte. Capul poartă antene flexibile și scurte, ochi compuși și trei oceli. Aparatul bucal este foarte redus, aproape absent. Adulții nu se hrănesc, trăind doar câteva ore sau zile doar pentru a se reproduce.

Aripile rusaliilor sunt membranoase, cu o nervațiune dezvoltată. Ele pot fi transparente, pestrițe, de culoare galbenă, maronie, neagră etc. În timpul repausului, aripile sunt menținute lipite una de alta pe verticală și nu se pliază niciodată peste abdomen. Perechea posterioară de aripe este redusă, neacoperând aripile anterioare, sau complet absentă la unele specii. Mușchii ce pun în funcțiune aripile sunt atașati, în special, de al doilea segment al toracelui, care este mai mare și voluminos. Picioarele anterioare sunt alungite, în comparație cu celălate două perechi. 

Abdomenul cilindric și fusiform este alcătuit din 10 segemente și se termină cu 2 – 3 cerci. Lungimea cercilor poate fi egală cu lungimea corpului.

## Dezvoltare
Perioada de împererchere durează primăvara-vara în funcție de specie și climă. Ponta este depusă de către femelă pe suprafața ape, scufundându-se, apoi, la fundul bazinului acvatic sau cursului de apă. Din ouă eclozează larvele numite nimfe. Perioada nimfală durează de la câteva luni până la 2 - 3 ani, fiind însoțită de 20 – 30 năpârliri. Dezvoltarea larvă are loc în apele dulci la toate efemerele. Nimfele habitează în sedimentul, printre roci, printre resturi organice. Cele mai multe specii se hrănesc cu alge, diatomee, unele, însă, sunt prădători.

Efemerile se dezvoltă prin metamarfoză incompletă. Aceastea sunt unicele insecte care mai năpârlesc încă odată după apariția aripilor. Etape de larvă este precedată de subimago - efemerele au aripi capabile de a zbura, dar sunt lipsite de capacitate de a se reproduce (astfel nu pot fi numiți „adulți”, deși morfologic nu se deosebesc).